# Parc de Mannerheim (Turku)
Le parc de Mannerheim (finnois : Mannerheiminpuisto) est un parc de Turku en Finlande.

## Présentation
Le parc occupe tout l'îlot urbain compris entre les rues Koulukatu, Puutarhakatu, Puistokatu et Rauhankatu. 
Le parc est nommé en l'honneur de Carl Gustaf Emil Mannerheim et sa superficie est de 7 200 m2.
Le parc est à côté de l'église Saint-Michel. 
Le parc Mannerheim avec le Port Arthur et l'église Saint-Michel sont classés site culturel construit d'intérêt national par la direction des musées de Finlande.

## Galerie

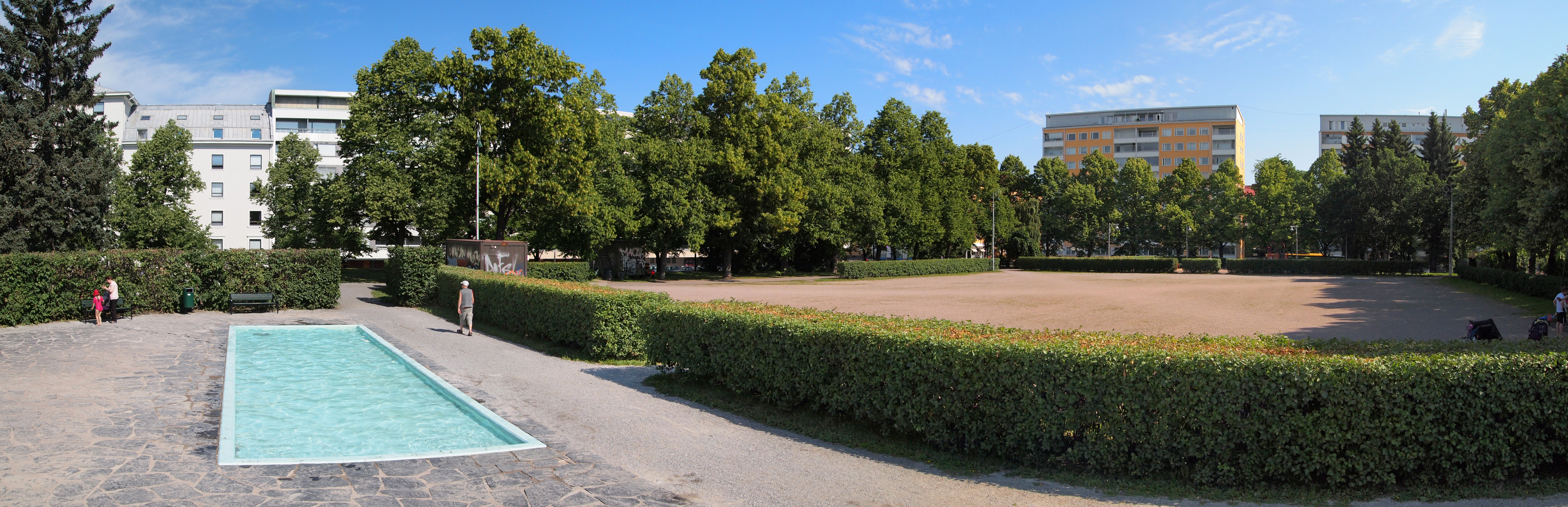
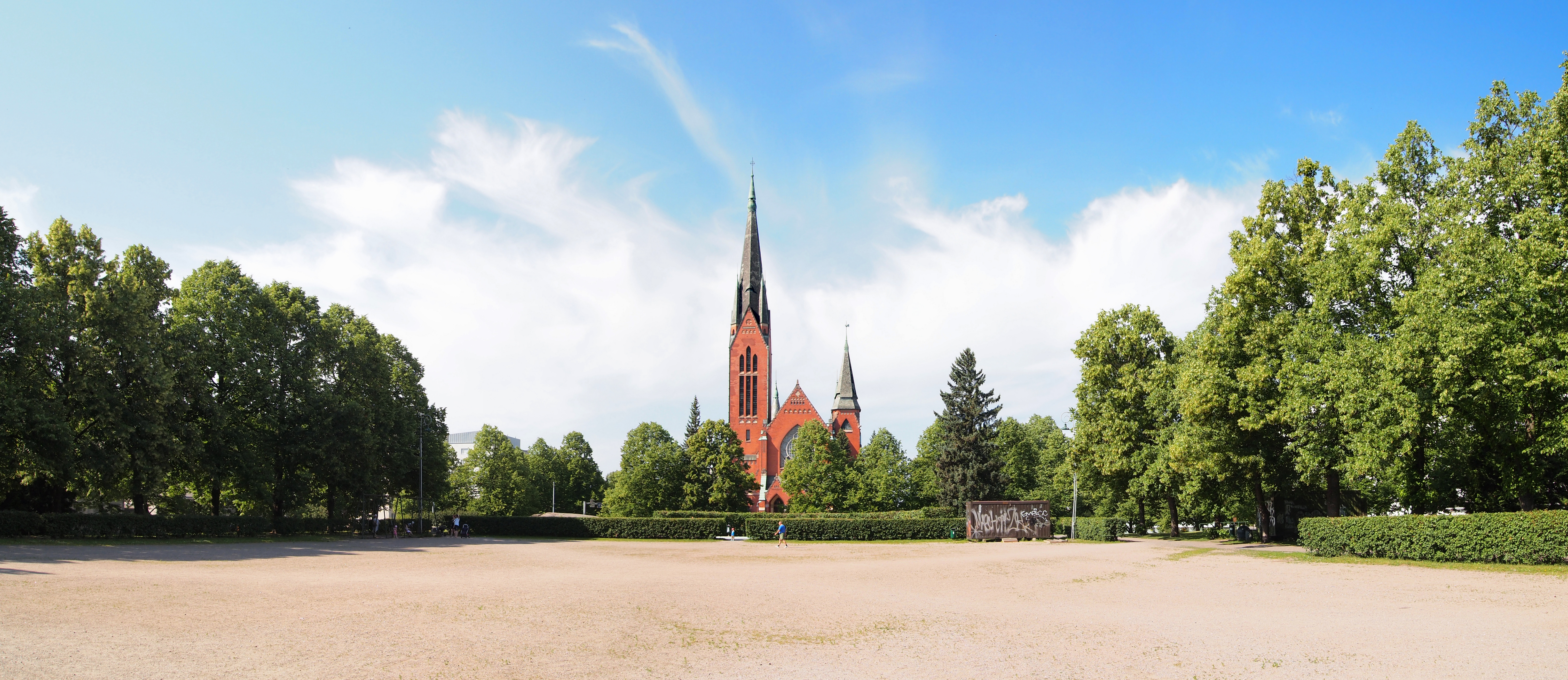

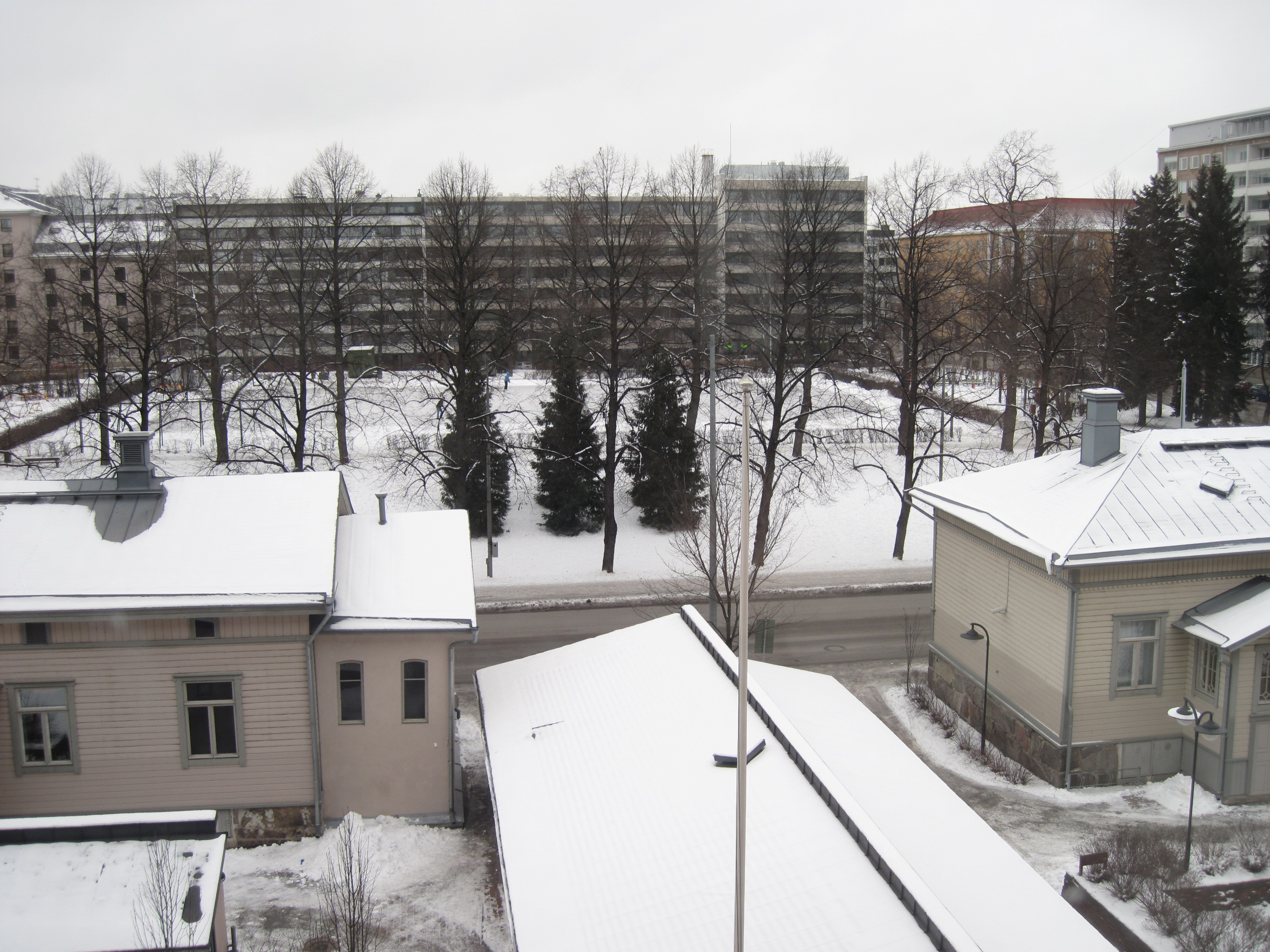
Le parc vu du Sud.
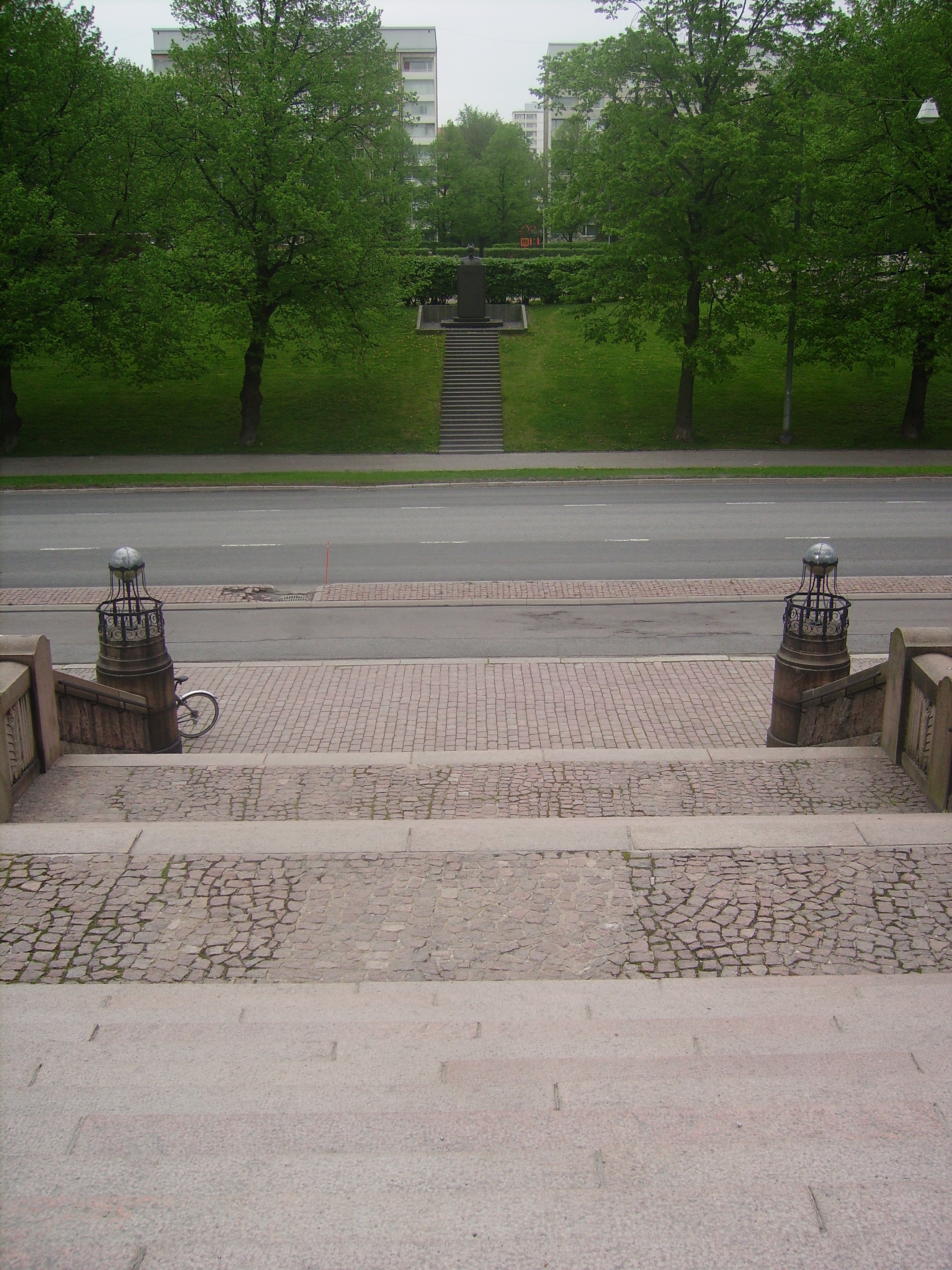
Le parc vu de l'église.
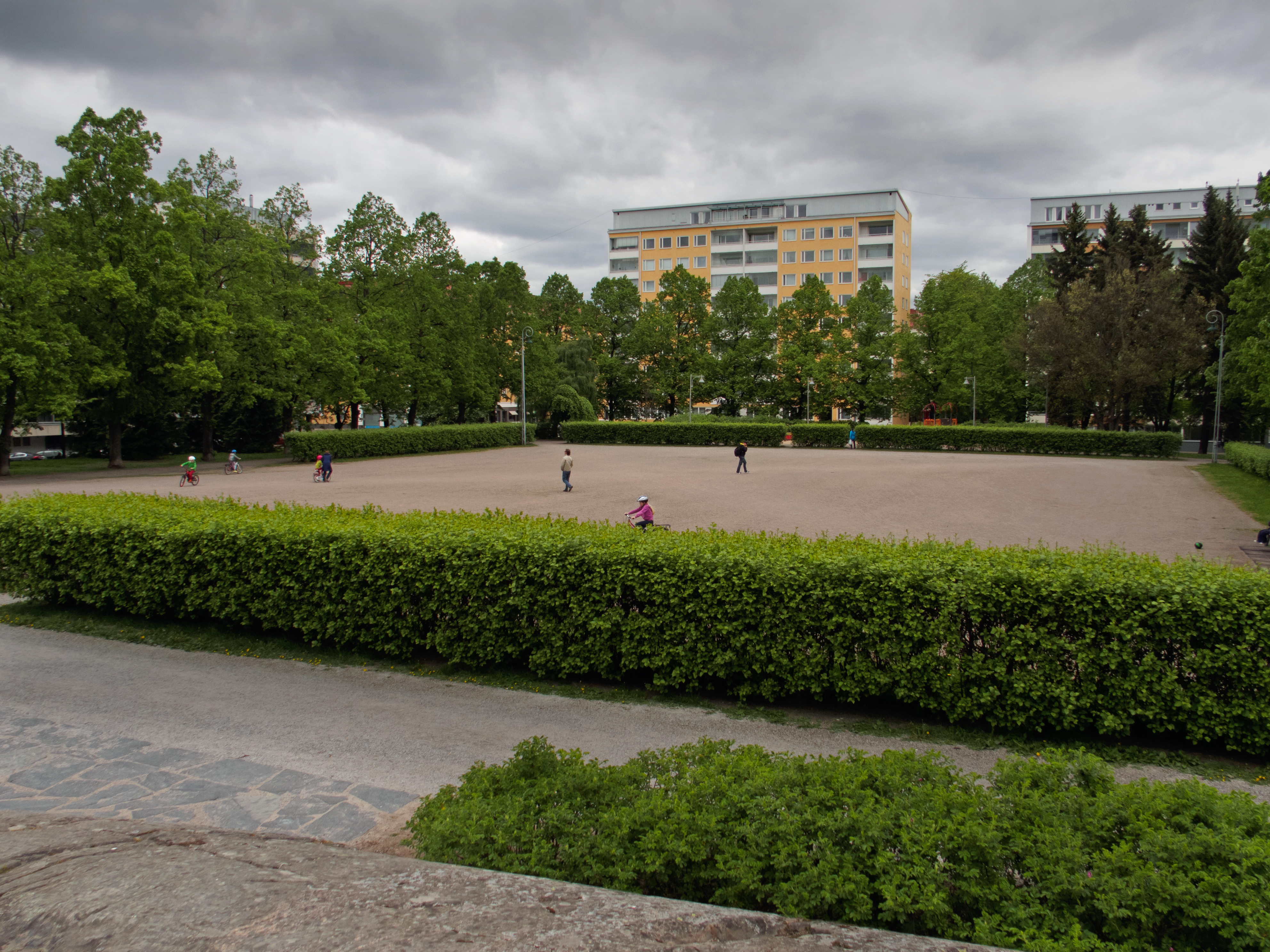
Le parc.